# La matriarca
La matriarca è un film del 1968 diretto da Pasquale Festa Campanile.

## Trama
La giovane e bella Margherita, detta Mimmi, resta improvvisamente vedova. Dopo i funerali del marito, Sandro, l'amministratore dell'azienda che ha ereditato, la mette al corrente dell'esistenza di un appartamento intestato al defunto. Margherita scopre che si tratta di una lussuosa garçonnière, dove il marito si intratteneva con altre donne in giochi erotici inconsueti, anche filmandoli. Colpita e contrariata dalla scoperta, s'accorge che il suo dispiacere non è dovuto a gelosia, ma alla delusione di non essere stata coinvolta dal marito nelle sue fantasie, forse ritenendola inadatta.
Margherita si mette quindi a studiare in segreto il volume Psychopathia sexualis di Richard von Krafft-Ebing e decide di vivere le stesse esperienze del marito, con altri uomini, amici o sconosciuti, rendendosi conto che la fantasia sessuale di una coppia viene generalmente esclusa dal matrimonio. La madre, allarmata dal comportamento spesso assente della figlia, la convince a rivolgersi a una clinica, ma Mimmi trova in un medico-radiologo l'anima gemella, affrancato come lei dalle convenzioni sociali, e lo sposa.

## Distribuzione
Il film è stato distribuito dalla Euro International Film il 28 dicembre 1968. Il doppiaggio è stato eseguito presso la C.D.S. con la collaborazione della CDC.

## Versioni del film
Esiste una versione inglese, distribuita da First Run Features Home Video nella collana "The Audubon Collection", che presenta scene aggiuntive, mantenendo però la stessa durata della versione originale italiana grazie ad alcuni piccoli tagli in altre scene.